# Stieffamilie
Eine Stieffamilie (Stief von Althochdeutsch stiof-, ‚hinterblieben‘, ‚verwaist‘) oder Patchworkfamilie (von Engl. Patchwork, ‚Flickwerk‘: ein aus kleineren Stoffteilen verschiedener Art, Größe und Farbe zusammengesetztes textiles Stück) ist eine Familie, bei der mindestens ein Elternteil ein Kind aus einer früheren Beziehung in die neue Familie miteingebracht hat. 
Auch nichteheliche Lebensgemeinschaften und Familien mit Pflegekindern werden als Patchworkfamilien bezeichnet.

## Verbreitung
Deutschland
13,6 % der Haushalte in Deutschland mit Kindern unter 18 Jahren sind Stieffamilien; etwa 10,9 % der Kinder unter 18 Jahren leben in Stieffamilien (Stand 2005). Die Stieffamilie ist damit der dritthäufigste Familientyp nach der Kernfamilie und der Ein-Eltern-Familie (Alleinerziehende) mit einem Anteil von 16 % der Kinder unter 18 Jahren.

## Bezeichnung der Beteiligten einer Stieffamilie
Dass ein Erwachsener eine neue Ehe oder eheähnliche Gemeinschaft eingeht, wurde früher gesellschaftlich nur nach dem Tod des vorherigen Partners akzeptiert. Stiefkinder waren demzufolge beinahe immer Halbwaisen. Heutzutage können Stieffamilien auch infolge einer Trennung oder Scheidung und anschließender (Wieder-)Heirat oder neuer Partnerschaft der Eltern entstehen.
Die neu gewonnenen Familienangehörigen, also der neue Partner eines Elternteils und dessen Verwandte, werden mit der Vorsilbe Stief- gekennzeichnet: Stiefmutter bzw. Stiefvater (in der Schweizer Rechtssprache auch geschlechtsabstrahierend „Stiefelter“ genannt), Stiefschwester, -bruder oder -geschwister, immer bezogen auf die Stiefkinder. Verwandt im Rechtssinn sind diese Beteiligten allerdings nicht mit dem Kind. Stiefeltern sind (sofern das Stiefverhältnis durch Eheschließung begründet wird) mit ihrem Stiefkind lediglich verschwägert; andere Stiefangehörige (auch Stiefgeschwister) sind mit dem Kind weder verwandt noch verschwägert.
Unter Umständen lassen sich auch die Mitglieder einer Regenbogenfamilie als Stiefangehörige bezeichnen; bei einer eingetragenen Lebenspartnerschaft entsteht nach § 11 Lebenspartnerschaftsgesetz auch hier Schwägerschaft. Allerdings können in Deutschland Stiefkinder die Beiträge zur Pflegeversicherung des nicht-leiblichen Elternteils ohne eigene Kinder mindern (§ 25 und § 55 des SGB XI).
Das weitere Familiennetzwerk ist heute häufig komplizierter als bei der klassischen Stieffamilie, die durch die Wiederheirat des Verwitweten mit einem zuvor ledigen und meist kinderlosen neuen Partner entstand. Solche soziologisch bedingten Veränderungen beschreibt unter anderem Anthony Giddens: In der neu entstandenen Familie können Stiefkinder beider Elternteile leben, und durch die Geburt neuer, gemeinsamer Kinder der aktuellen Partner können zudem Halbgeschwister hinzukommen.
So entstehen komplexe Verwandtschafts- und Beziehungsgeflechte, was unter Umständen Zuordnungskonflikte hervorrufen oder Definitionsprobleme aufwerfen kann, etwa, wenn die Eltern des Stiefelternteils nicht Großeltern genannt werden, weil die Kinder es gewohnt sind, ihre leiblichen Großeltern so zu bezeichnen. In Märchen ist das Klischee der bösen Stiefmutter verbreitet, was dazu führen kann, dass Stiefelternteile die Bezeichnung als abwertend empfinden und sich nicht so nennen möchten.

## Entstehung
Auch früher hat es häufig Stieffamilien gegeben, da die Lebenserwartung niedrig war und Frauen oft bei der Geburt eines Kindes starben oder Männer im Krieg fielen. Der Witwer bzw. die Witwe mit Kindern heiratete dann erneut. Doch im 20. Jahrhundert nahm die Zahl der Ehescheidungen zu – sie wurden zum Hauptgrund für Stieffamilien.

## Begriffsentwicklung
Der Begriff Stief- ist im allgemeinen Sprachgebrauch nicht unbedingt an bestimmte Rechtsverhältnisse (z. B. Heirat) gebunden, sondern beschreibt die soziale Funktion der Familie, in die das Stiefkind durch die neue Partnerschaft seines leiblichen Elternteils aufgenommen wird. Stiefverhältnisse sind in Märchen häufig negativ belegt: Stiefmütter und auch -väter verhalten sich darin regelmäßig schlecht gegenüber ihren Stiefkindern (z. B. Hänsel und Gretel, Aschenputtel): Die fremden Kinder werden stiefmütterlich behandelt und gegenüber eigenen Kindern benachteiligt. Als stiefmütterliche Behandlung bezeichnet man daher im übertragenen Sinn ganz allgemein die schlechte Behandlung oder Vernachlässigung anvertrauter Personen oder Sachen.
Definition
Die Vorsilbe Stief- wird seit langer Zeit praktisch nur zur Charakterisierung von Familienverhältnissen benutzt (Stiefmutter, Stiefbruder). Die Stieffamilie konnte als eine rekonstruierte (mononukleare) Familie definiert werden. Im Rahmen der veränderten gesellschaftlichen Sozialisationen wurde der Begriff Ende des 20. Jahrhunderts von der Soziologie aufgegriffen und wesentlich weiter interpretiert. Für eine breit angelegte Untersuchung des Familienministeriums wurde die Stieffamilie folgendermaßen definiert: Eine Stieffamilie liegt vor, „wenn ein Kind (unter 18 Jahren) bei einem leiblichen Elternteil lebt und mindestens einer der leiblichen Elternteile eine neue Partnerschaft eingegangen ist“. Damit wurde die Fokussierung auf die ehelich begründete Stieffamilie bewusst vermieden, um der heutigen Familienrealität zu entsprechen.
Unterteilungen
Nach Robinson kann man Stieffamilien nach dem Motiv einteilen, das der neuen Eheschließung des leiblichen Elternteils zugrunde liegt:
- „Legitimierende Stieffamilien“ – um einem unehelichen Kind „einen Vater zu geben“
- „Wiederbelebte Stieffamilien“ – Wiederheirat nach Tod eines Elternteils
- „Wiederversammelte Stieffamilien“ – Wiederheirat nach Scheidung, mit den Untergruppen
  - „Liebesheirat“ („Love Match“) – wenn der Stiefelternteil der Scheidungsgrund war, also ohne dass es eine Zwischenphase des Alleinerziehens gegeben hat,
  - „Freie Wahl“ („Free Choice“) – wenn eine Phase des Alleinerziehens vorausging,
  - „Erleichterung“ („Convenience“) – wenn die Heirat eher aus sachlichen Überlegungen bei Problemen entstand („Ernährer“ oder „Mutter“ gesucht)
- „Zusammengesetzte Stieffamilien“ – Heirat, bei der beide Partner Kinder aus früheren Beziehungen mitbringen.

## Synonyme und verwandte Begriffe
Auf Grund der uneinheitlichen Verwendung des Begriffs „Stieffamilie“ kommt es zu Unschärfen und Überschneidungen mit anderen Begriffen.

### Patchworkfamilie
Der Begriff Patchworkfamilie (engl. patchwork ‚Flick-, Stückwerk‘, vollständig aus dem Englischen übernommen, Patchwork-Family, wobei dieser Begriff im englischen Sprachraum nicht gebräuchlich ist) wurde laut der Gesellschaft für deutsche Sprache 1990 erstmals von der Übersetzerin Margaret Minker bei der Übersetzung des US-amerikanischen Beratungsführers von Anne Bernstein Yours, mine and ours. How families change when remarried parents have a child together in ihrer Übersetzung in dem Titel Die Patchworkfamilie. Wenn Väter oder Mütter in neuen Ehen weitere Kinder bekommen benutzt.
Er wird seither vermehrt in populärwissenschaftlichen Werken als auch von Politik und Lehre übernommen, wobei der Begriff Patchwork-Familie inhaltlich umfassender ist als die Definition des Begriffs Stieffamilie und – im Gegensatz zu diesem – auch als Synonym für die gesellschaftliche Veränderung benutzt wird.
Die Worte Mischfamilie und Patchwork-Familie werden dabei häufig als Synonyme zu Stieffamilie verwendet, etwa von Ministerien und Eheberatungen, ohne dass jedoch für die geschilderte soziologische Situation eine Stief-Beziehung vorliegen muss.
Rekonstruierte Familie
Bezeichnung (engl. recombined family) für eine Kernfamilie, die nach dem Verlust (Tod, Trennung und Wegzug) eines Elternteils durch eine neue Paarbeziehung 'wiederhergestellt' wurde. Sie gilt als eine Untergruppe der Stieffamilie, die soziologisch auf eine mononukleare Familie beschränkt ist.
Zusammengesetzte Familie
Eine Bezeichnung (engl. blended family), die zur Vermeidung der negativen Assoziationen des Begriffs „Stief-“ synonym verwendet wird. Vom Begriff her aber über die Stieffamilie hinausgehend, da er nicht auf die Stief-Eigenschaft abzielt, sondern auf das Zusammensetzen der Familie, was aber soziologisch auch bei Pflege- und Adoptivfamilien gleichartig vorliegt (ebenso bei gleichgeschlechtlichen Partnerschaften mit Kindern). Dieser Terminus entspricht daher vom Begriffsinhalt auch der Bezeichnung 'Patchworkfamilie' und umfasst auch die Definition einer bi- oder multinuklearen Familie.
Mononukleare Familie
Eine mononukleare Familie ist eine Familie mit einem Haushalt, in dem alle Familienmitglieder ihren Lebensmittelpunkt haben. Dem entspricht beispielsweise eine Stieffamilie in der alten Form, bei der nach dem Tod eines Elternteils diese familiäre Lücke durch Wiederheirat geschlossen wird.
Bi- oder multinukleare Familie
Bei dieser Familienstruktur leben die soziologisch agierenden Mitglieder (im Gegensatz zu lebenden, aber soziologisch inaktiven Elternteilen) des Familiensystems in zwei (oder mehr) getrennten Haushalten. Dies kann beispielsweise eine Scheidungsfamilie sein, bei der die beiden Elternteile noch keine neue Partnerschaft eingegangen sind. Aber auch eine Stieffamilie, bei der einer oder beide Elternteile neue Partner gefunden haben, erfüllt diese Definition.
Eine multinukleare Familienstruktur liegt beispielsweise auch vor, wenn das Kind (oder die Kinder) nach der Scheidung nicht bei ihren Eltern, sondern in einer Pflegefamilie leben. Dann existieren drei familiäre Zentren mit drei vollständigen Elternpaaren (Mutter + Stiefvater, Vater + Stiefmutter und Pflegemutter + Pflegevater) und einem entsprechend komplexen – und schwierigen bzw. anfälligen – Beziehungsgeflecht.

## Psychosoziale Probleme
Nicht selten haben die Partner Probleme, sich auf gemeinsame Erziehungsregeln zu einigen, die von allen Kindern aus den unterschiedlichen Herkunftsfamilien akzeptiert werden. Gesetze und Gebräuche sind noch weitgehend auf eine Familie ausgerichtet, die durch Ehe und Abstammung gekennzeichnet ist. Für die gemischte Familie kann es daher zu zusätzlichen rechtlichen und sozialen Schwierigkeiten kommen, z. B. im Bereich des Adoptionsrechts, Erbrechts, Sorgerechts, des Umgangsrechts für außerhalb der Familie lebende Elternteile, der Namensregelungen und des gesellschaftlichen Ansehens der Familie und der Familienmitglieder.
Für die Mutter der Stieffamilie können die Anforderungen noch höher sein als für andere Familienmitglieder. Die Kinder verbringen zwar 90 % ihrer Zeit bei der Mutter, pflegen aber in der Regel noch den Kontakt zum leiblichen Vater, was die Beziehungen in beiden Familienbeziehungen (Mutter-Kind und Vater-Kind) schwierig für alle Beteiligten machen kann.
Soziologe Anthony Giddens schreibt, dass Adoption in einer Stieffamilie häufig stattfindet. So sind ein Drittel aller US-amerikanischen Adoptionen die von Stiefkindern durch ihre Stiefeltern. Dadurch kompensiere ein Elternteil seine fehlende biologische Bindung an das Kind, und, wichtiger für den Alltag, erleichtere das Sorgerecht und Umgangsrecht. Er weist außerdem darauf hin, dass der abwesende Elternteil einen großen Einfluss auf sein Kind behalte und damit den Zusammenhalt der Stieffamilie störe, durch Gespräche, Wochenendbesuche, und die damit dem Zusammenwachsen der neuen Familie verloren gegangene Zeit. Durch die – möglicherweise mehrere – ehemaligen Partner könne ein weitläufiges Netz verschiedener Elternteile und ihrer Kinder geschaffen werden.
Eine breit angelegte Studie des U.S. Department of Health and Human Services über Misshandlung und Vernachlässigung von Kindern ergab, dass in den USA sowohl emotionale als auch körperliche und sexuelle Misshandlung bei Kindern in Stieffamilien deutlich häufiger sind als bei Kindern, die mit ihren leiblichen verheirateten Eltern aufwachsen (Cinderella effect), und auch häufiger als bei Kindern in Einelternfamilien, Kindern, deren leibliche Eltern unverheiratet sind, oder bei Kindern, die von beiden Elternteilen gemeinsam adoptiert wurden. Die häufigsten Misshandlungen in allen Kategorien gab es bei Kindern, die mit einem Elternteil und dessen nicht verwandtem Partner zusammenleben. Körperliche, emotionale und schulische Vernachlässigung waren bei Kindern US-amerikanischer Stieffamilien ebenfalls deutlich häufiger als bei Kindern, die mit ihren leiblichen verheirateten Eltern zusammenleben, aber wesentlich weniger häufig als bei einigen anderen Familienformen. Die Beteiligung mindestens eines Großelternteils an der Kindererziehung trug in einigen Fällen zu einem seltener häufigen Vorkommen von Misshandlungen bei. Auch die Kinderzahl der Familie hatte auf das Vorkommen von Misshandlungen Auswirkungen: so waren Kinder mit einem oder zwei Geschwister seltener misshandelt als Einzelkinder, und Einzelkinder seltener misshandelt als die Kinder in Familien mit vier oder mehr Kindern.